# Aeroportul Ewer
Aeroportul Ewer (IATA: EWE, ICAO: WAKG) este un aeroport din Papua⁠(d), Indonezia.
Situat la o altitudine de 22 m, aeroportul dispune de o singură pistă.